# Pteronisis oliganema
Pteronisis oliganema is een zachte koraalsoort uit de familie Isididae. De koraalsoort komt uit het geslacht Pteronisis. Pteronisis oliganema werd in 1998 voor het eerst wetenschappelijk beschreven door Alderslade. 